# Soup for One (film)
Soup for One è un film del 1982 diretto da Jonathan Kaufer. La pellicola è nota principalmente per la colonna sonora, prodotta da Nile Rodgers e Bernard Edwards del gruppo Chic, che eseguono, fra le altre, la canzone che dà il titolo al film.

## Trama
Allan è un produttore televisivo che vive e lavora a New York. È in cerca della donna perfetta, e quando incontra Maria pensa di averla trovata. Ma la donna non vuole saperne di lui. Allan insiste, dedicandole una corte ossessiva.

## Critica
Il film è stato accolto da critiche modeste, che ne sottolineano la vicinanza col cinema di Woody Allen, senza averne però la forza e la freschezza.